# Universidad de Arquitectura y Construcción de Azerbaiyán
La Universidad de Arquitectura y Construcción de Azerbaiyán (en azerí: Azərbaycan Memarlıq və İnşaat Universiteti) es una institución de educación superior y principal universidad pública de Bakú.

## Historia de la universidad
En 1975 la universidad fue fundada bajo el nombre de Instituto de Construcción. En 1992 recibió el estatus de universidad. El 13 de junio de 2000 la universidad fue renombrada la Universidad de Arquitectura y Construcción de Azerbaiyán por el orden del presidente de la República de Azerbaiyán, Heydər Əliyev.
La Universidad de Arquitectura y Construcción de Azerbaiyán está colaborando  con las diversas universidades de Rusia, Kazajistán, Uzbekistán, Georgia, Ucrania, Corea del Sur, Irán, Turquía, Egipto, Italia, Inglaterra, Austria, Francia, Estonia, República Checa, España, Polonia y Bélgica.